# Къджъ
Къджъ (на китайски: 课植园; на пинин: Kèzhíyuán) е градина в китайския град Джудзядзяо, провинция Шанхай.
Градината се намира в северозападната част на древния град Джудзядзяо и обхваща площ от повече от 17 997 квадратни метра. Строена е в продължение на 15 години от собственика от Ма Уънцин и е завършена през 1912 г. Цялата градина се състои от три части: жилищна зона, алпинеум и градинска част. 
Градината Къжъ е изградена в стила на градините в района на южната част на река Яндзъ, като включва имитацията на моста Зигзаг от градините Ю в Шанхай и Павилиона с лъвове в Суджоу. Същевремено в оформянето ѝ са включени и западни архитектурни елементи, което я прави изискана частна градина, съчетаваща китайския и западния стил в парковото строителство.